# Завод азотних добрив у Кота
Завод азотних добрив у Кота – складова потужного виробничого майданчику компанії DCM Shriram, який знаходиться на сході індійського штату Раджастхан.
Виробництво сечовини на східній околиці Кота заснувала в 1969-му компанія DCM Group (в 1990-му була розділена на три частини, однією з яких і була DCM Shriram). Необхідний для продукування сечовини аміак випускали на тому ж майданчику, причому за сировину для нього обрали суміш легких нафтопродуктів – naphtha (також є цінною нафтохімічною сировиною і використовується установками парового крекінгу).
Хоча вже в кінці 1980-х до сусіднього скляного заводу вивели газопровід Віджайпур – Кота, проте завод добрив і надалі продовжував працювати на naphtha. Нарешті, в 2007-му синтез аміаку перевели на природний газ (при цьому у складі системи Віджайпур – Кота з’явилась друга нитка).
Наразі річна потужність заводу становить 380 тисяч тон сечовини.
Можливо також відзначити, що іншими важливими елементами майданчику DCM Shriram є виробництва каустичної соди, вінілхлориду та цементу.